# Berlin-Friedenau
Berlin-Friedenau [fʀiːdəˈnaʊ̯]  est l'un des six quartiers qui composent l'arrondissement de Tempelhof-Schöneberg du sud-ouest de Berlin. L'ancienne commune a été intégrée à la capitale allemande lors de la réforme territoriale du Grand Berlin, le 1er octobre 1920. Jusqu'à la formation de l'actuel arrondissement en 2001, il faisait partie du district de Schöneberg.
Grâce à la qualité d'habitat de ce quartier ancien proche du centre-ville, Friedenau est depuis plusieurs dizaines d'années l'un des plus préférés des Berlinois. 

## Géographie

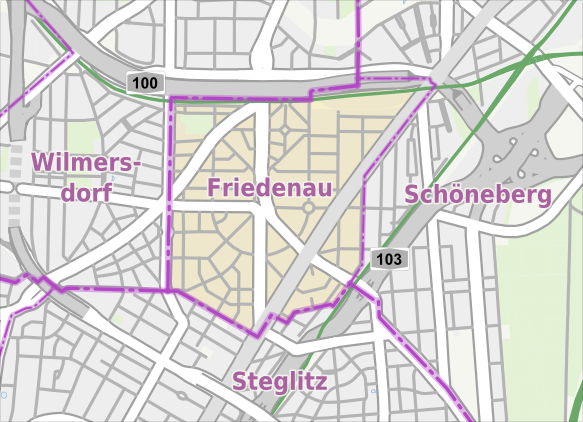
Carte de Friedenau et des quartiers limitrophes.

## Démographie
Le quartier comptait 28 180 habitants le 1er janvier 2017 selon le registre des déclarations domiciliaires, c'est-à-dire 17 079 hab./km2.

## Personnalités
- Margarete Knüppelholz-Roeser (1886-1949), architecte
- Albert Göring (1895–1966), ingénieur et homme d'affaires ;
- Georg Dertinger (1902–1968), homme politique, ministre des Affaires étrangères de la RDA ;
- Edith Wolff (1904–1997), résistante au nazisme ;
- Franz Schlieper (1905–1974), général de la Wehrmacht ;
- Ruth Werner (1907–2000), écrivaine ;
- Jan Bülow (né en 1996), acteur.

## Transports

### Gares de S-Bahn
: 
Innsbrucker Platz

### Stations de métro
:
Friedrich-Wilhelm-Platz
Walther-Schreiber-Platz